# Paul E. Funk II

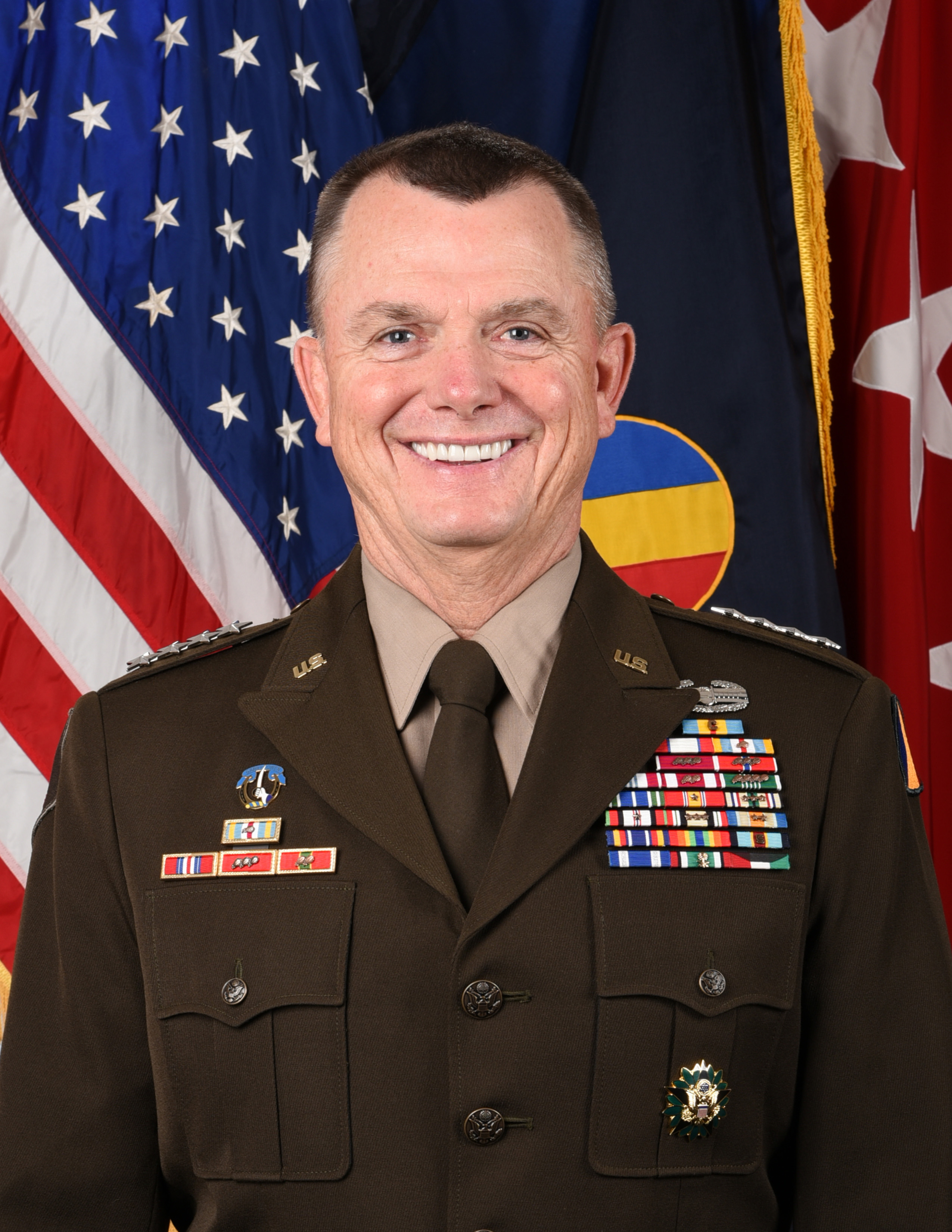
Paul E. Funk II (2019)

Paul Edward Funk II (* 1962 in Fort Hood, Texas) ist ein pensionierter Viersterne-General der United States Army. Er war zuletzt bis September 2022 Kommandierender General des United States Army Training and Doctrine Command.
Paul Funk ist ein Sohn des 1940 geborenen gleichnamigen Generalleutnants Paul E. Funk Sr. und dessen Frau Sheila Ann „Danny“ Brown. Er wurde in Fort Hood geboren und besuchte später die High School in Fort Knox. Es folgte ein Studium an der Montana State University. Dann gelangte er über das Reserve Officer Training Corps in das Offizierskorps des US-Heeres, dem er seit 1984 angehört. In der Armee durchlief er anschließend alle Offiziersränge vom Leutnant bis zum Vier-Sterne-General.
Im Lauf seiner Karriere hatte er Kommandos bei verschiedenen Einheiten auf fast allen militärischen Ebenen inne. Er war Kompaniechef, Bataillonskommandeur und Regimentskommandeur. Dabei war er mehrfach in Deutschland, aber unter anderem auch in Fort Hood und Fort Riley stationiert. Funk war im Golfkrieg, im Irakkrieg, im Afghanistan-Krieg und bei der Operation Inherent Resolve eingesetzt. Zwischenzeitlich übte er auch einige Generalstabsfunktionen aus. Außerdem absolvierte er verschiedene Militärschulungen wie z. B. den Armor Basic Officer Leaders Course, den Armor Advanced Officer Leaders Course und das Command and General Staff College. Außerdem studierte er an der University of Texas in Austin.
Seine Kommandos auf Generalsebene begannen mit dem Oberbefehl über die 1. Brigade der 1. Kavalleriedivision in Fort Hood. Von Mai 2013 bis Juli 2015 kommandierte er als Generalmajor die 1. Infanteriedivision und von 2017 bis 2019 war er als Generalleutnant Kommandeur des III. Corps. Zwischenzeitlich hatte er auch das Kommando über die Combined Joint Task Force – Operation Inherent Resolve inne. Im Jahr 2019 übernahm Paul Funk II, inzwischen im Rang eines Viersterne-Generals, den Oberbefehl über den United States Army Training and Doctrine Command (TRADOC). In dieser Funktion löste er General Stephen J. Townsend ab. Nach dem Ende dieser Berufung ging er im September 2022 in den Ruhestand.
General Funk ist mit Elizabeth Yeosock, der Tochter von Generalleutnant John J. Yeosock, verheiratet. Das Paar hat drei inzwischen erwachsene Kinder.

## Orden und Auszeichnungen
Paul Funk erhielt im Lauf seiner militärischen Laufbahn unter anderem folgende Auszeichnungen:
- Defense Distinguished Service Medal
- Army Distinguished Service Medal
- Defense Superior Service Medal
- Legion of Merit
- Bronze Star Medal
- Defense Meritorious Service Medal
- Meritorious Service Medal
- Army Commendation Medal
- Army Achievement Medal
- Joint Meritorious Unit Award
- Valorous Unit Award
- Meritorious Unit Commendation
- Superior Unit Award
- National Defense Service Medal
- Southwest Asia Service Medal
- Afghanistan Campaign Medal
- Iraq Campaign Medal
- Inherent Resolve Campaign Medal
- Global War on Terrorism Service Medal
- Army Service Ribbon
- Army Overseas Service Ribbon
- NATO-Medaille
- Kuwait Liberation Medal (Saudi-Arabien)
- Kuwait Liberation Medal (Kuwait)